# سفر حسن روحانی به نیویورک (۱۳۹۲)
نخستین سفر حسن روحانی به نیویورک در تاریخ ۳۱ شهریور ۱۳۹۲ (۲۲ سپتامبر ۲۰۱۳) انجام شد و پس از ۵ روز سخنرانی و ملاقات‌های دیپلماتیک و سخنرانی در مجمع عمومی سازمان ملل متحد (۳ مهر)، سخنرانی در کنفرانس خلع سلاح اتمی (۴ مهر)، سخنرانی در جمع وزسران امور خارجه جنبش عدم تعهد؛ در تاریخ ۶ مهر همان سال، به ایران بازگشت و مورد استقبال جمعی از حامیان مردمی دولت قرار گرفت. پس از عبور کاروان ریاست‌جمهوری از میان جمعیت حامی، حدود ۱۰۰ نفر از مخالفان مواضع حسن روحانی که غالباً از اعضای بسیج دانشجویی و بسیج طلاب بودند، به طرف کاروان اسکورت یورش بدند و اقدام به پرتاب اشیائی به سمت خودروی حامل وی کردند که با مداخله پلیس، از ادامه اینکار ممانعت شد و چند نفر از معترضان نیز بازداشت شدند.

## همراهان
۷۰ نفر از دیپلمات‌ها، همراهان و خبرنگاران ایرانی، روحانی را در این سفر همراهی کردند. از جمله افراد سرشناس این هیئت می‌توان به محمد نهاوندیان، حسام‌الدین آشنا، محمدرضا صادق، محمدعلی نجفی، سیامک مره صدق، احمدرضا دستغیب و محمدجواد ظریف، اشاره کرد.

## دیدارها
روحانی در این سفر موفق شد با ۱۱ تن از رؤسای دولت‌ها و مقامات ارشد بین‌المللی، دیدار کند که در مقایسه با ۳ ملاقات آخرین سفر محمود احمدی‌نژاد به نیویورک، رشد قابل توجهی داشت. از جمله ملاقات‌های دیپلماتیک روحانی در این سفر، می‌توان به ملاقات با فرانسوا اولاند، رئیس‌جمهور فرانسه؛ گفتگوی تلفنی با باراک اوباما، رئیس‌جمهور آمریکا؛ ملاقات با بان کی مون، دبیرکل سازمان ملل متحد و دیدار با کریستین لاگارد، رئیس صندوق بین‌المللی پول؛ می‌توان اشاره کرد.

## واکنش‌ها
واکنش‌های ایرانیان، به اظهارات و ملاقات‌های روحانی در این سفر، یکسان نبود. محافظه‌کاران ایرانی، این قبیل اقدامات را نپسندیدند و روحانی را به این دلیل، مورد شماتت خود قرار دادند. از جمله می‌توان به اظهارات محمدعلی جعفری، فرمانده سپاه پاسداران اشاره کرد که عملکرد روحانی تا پیش از گفتگوی تلفنی با اوباما را ستوده، ولی این گفتگوی تلفنی را «در تور توطئه‌های آمریکایی افتادن» عنوان گذاشته بود. علی لاریجانی، رئیس وقت مجلس شورای اسلامی، از جمله سیاستمداران ایرانی بود که از اقدامات حسن روحانی، تقدیر کرد و مواضع حسن روحانی در نیویورک را در جهت منافع کشور توصیف کرد.

## حاشیه‌ها
از جمله حواشی این سفر می‌توان به عدم حضور هیئت دیپلماتیک ایران در ضیافت ناهار به میزبانی بان کی مون اشاره کرد که دلیل این امر، سرو شدن مشروبات الکلی برای مهمانان این ضیافت بود؛ اشاره کرد.
حسن روحانی پس از بازگشت از نیویورک و در محوطه فرودگاه مهرآباد، مورد هجمه و اعتراض حدود ۱۰۰ از مخالفان خود قرار گرفت که خود را از اعضای بسیج دانشجویی دانشگاه‌های تهران معرفی کردند و در حال اقامه نماز در مسیر حرکت خودرو وی بودند و با رسیدن خودروهای کاروان ریاست‌جمهوری، شروع به اعتراض به روحانی کردند که با مداخله نیروی انتظامی، درگیری‌های خفیفی صورت گرفت و مسیر خودروهای کاروان نیز بعد از کنار زدن جمعیت معترض، باز شد. پرتاب کفش به سوی خودروی رئیس‌جمهور، از جمله رویدادهای خبرساز این ماجرا بود.